# یانا بلر
یانا بلر (روسی: Яна Владимировна Беллер؛ زادهٔ ۲۷ اکتبر ۱۹۹۰) یک مانکن روس تبار اهل آلمان است. او از برندگان مسابقه مدل برتر آلمان (Germany's Next Topmodel) می‌باشد.